# 馬琛沂
馬琛沂（英語：Ellen Ma Sum Yi；1997年7月26日—）是香港新聞從業員，曾為無綫新聞台與鳳凰衛視香港台及加拿大新時代電視主播，2024年1月起成為加拿大OMNI NEWS主播。

## 生平
馬琛沂於2018年9月就讀香港樹仁大學新聞系期間，加入無綫新聞擔任無綫新聞台兼職主播，畢業後在2019年7月任全職國際新聞記者，同年年底轉職新聞台主播。
初期主要主持深宵新聞報道，間中主持星期日香港早晨以及無綫財經資訊台的無綫財經新聞。
2020年2月起擔任無綫新聞台日間新聞報道和無線新聞台天氣報告主持，1年後開始在晚上主持該台新聞報道。
因應無線新聞台主播離職潮，2021年9月中起開始主持翡翠台無綫電視天氣報告，同時主持無線新聞台7:30一小時新聞和升任為該台高級主播。2022年5月1日主持翡翠台天氣報告後離職，2022年6月1日起加盟鳳凰衛視，擔任鳳凰衛視香港台外電記者及主播，2023年3月10日主持午間快線後離職，5月移居加拿大多倫多，並加入當地電視台新時代電視，2024年離職，2024年1月加入OMNI NEWS新聞主播。

## 紀錄片旁述
馬琛沂亦會為無綫財經資訊台及翡翠台所播出的外購節目擔任旁述，以美食節目為主。
旁述作品有：《老廣的味道III》、《餐桌上的節日》、《味道——中國豐味》、《味道——記憶中的年味》、《美食中國》、《採訪最前線》、內部製作紀實節目《萬千寵愛》、小環節《老人病系列III》等。

## 外部連結
- 馬琛沂的Instagram帳戶